# Центр (группа)
«Центр» — советская музыкальная группа, образованная в Москве в конце 1970-х годов под названием «777». С 1990 года до конца 2000-х обосновывалась, помимо Москвы, в Лос-Анджелесе (США). Основатель и лидер группы — Василий Шумов. Стиль группы менялся от новой волны и русского рока до электроники.

## История

### 1980-е годы
В начале 1980-х годов группа «Центр» стала известной в советском андерграунде того времени. Сформировался классический состав — Василий Шумов (бас-гитара), Алексей Локтев (клавишные), Валерий Виноградов (гитара), Андрей Шнитке (гитара), Карен Саркисов (ударные). Пели все участники коллектива.
В 1982 году группа записала первый пробный альбом «Запись в Трамвайном Депо» и дала ночной концерт в театре-студии на Юго-Западе, который посетили Артемий Троицкий, ставший потом главным пропагандистом творчества «Центра», и Александр Липницкий. В декабре 1982 года группа выступает на рок-фестивале «Физтех — 1982» и знакомится с начинающим звукорежиссёром Андреем Пастернаком.
Первые магнитоальбомы «Центра» переписывались поклонниками друг у друга на кассеты. Василий Шумов и группа «Центр» выпустили множество альбомов ("Стюардесса летних линий" (1983), "Однокомнатная квартира" (1983), "Чтение в транспорте" (1984), "Тяга к технике" (1984), "Цветок и мотылек" (1985), "Любимые песни" (1985), "Признаки жизни" (1985), "Учитесь плавать" (1986), "Жизнь замечательных мужчин" (1986), "Русские в своей компании" (1987), "Дитятя" (1988), "Очищение" (1988), "От звонка до звонка" (1989)), создали музыку к кинофильмам и мультфильмам, появлялись на телевидении (в частности, в телепередаче «Весёлые ребята»), давали концерты в СССР, Европе (в начале 1989 года группа посетила Францию и Бельгию) и Америке.
По приглашению французского продюсера Максима Шмидта, Василий Шумов в июле-августе 1988 года в Париже перезаписал с парижскими сессионными музыкантами 10 песен группы "Центр" 1980-х годов. Через год на всесоюзной фирме грамзаписи "Мелодия" данная запись вышла на пластинке "Сделано в Париже", что обозначило новую волну популярности и известности группы.
Между тем, деятельность самой группы летом 1989 года была свернута.
Альбомы «Стюардесса летних линий» (1983 год) и «Чтение в транспорте» (1984 год) попали в книгу «100 магнитоальбомов советского рока» Александра Кушнира.

### 1990-е годы
В 1990 году лидер группы Василий Шумов уехал на постоянное место жительства в Лос-Анджелес (США), где продолжил свою творческую деятельность. В США к нему присоединился местный гитарист Фаст Фредди (Рапилло), впоследствии участвовавший в записи многих альбомов Центра.
В 1996-98 гг. Шумов и Фаст Фредди посетили Россию с концертами.
С участниками группы разных периодов записаны альбомы: «Центромания стадия Озарения» (1995), «Брюлик» (1995), «Центромания стадия 1» (1996), «Смутное пятно неизвестно чего» (1997) и «Крапивное пламя» (1998).

### 2000-е годы
Альбом «Пластикозаменитель» 2000 года стал первым релизом «Центра», созданным при участии так называемых Центробораторов. Центробораторами являлись творческие люди из разных регионов, вносившие вклад в альбомы группы Центр, переправляя через Интернет записанные ими звуковые файлы (семплы) в студию Шумова. Все альбомы от «Пластикозаменителя» (2000) до «Регион 5» (2005) были созданы с помощью Центробораторов. Таким образом, группа «Центр» преобразовалась в международный «новомедийный» проект. Многочисленные альбомы группы «Центр» и Шумова стали доступны в формате mp3 для свободного скачивания на сайте группы. Альбомы этого периода начали переиздаваться в России на CD с 2007 года.
В середине 2000-х годов «Центр» возобновил активную деятельность в России. В 2006 году была подготовлена новая концертная программа «Электронное Видеошоу» (ЭВШ), в которую вошли электронные композиции с последних альбомов и новые аудиовидеоработы. С этой программой «Центр» в составе Шумов—Фаст Фредди дал несколько концертов в России в 2006 году (Москва, Санкт-Петербург, Смоленск). В этом же году релиз «ЭВШ» был выпущен в России на CD фирмой FeeLee Rec. В 2007 году песни группы вошли в саундтрек к новому фильму «Одна любовь на миллион», прошли концерты в Москве и Санкт-Петербурге, а также началось переиздание альбомов «Центра». Первой парой дисков стали первый и последний на тот момент альбомы — «Трамвайное Депо» (1982) и «Регион 5» (2005), выпущенные на лейбле «Зенит». Затем, в том же 2007 году, официально вышли на CD «Стюардесса Летних Линий» (1983) и «Молодой на Молодой» (2003).
В 2008 году группа  готовила выпуск нового альбома. Также было объявлено о выходе третьей пары релизов на компакт-дисках с дистибъюцией через фирму «Союз»: «Ранняя Электроника: Однокомнатная Квартира и Чтение в Транспорте» (1983/1984) и «ТНТН» (2002). В начале февраля появилась первая песня из нового альбома — «Чёрный список» — в формате mp3 на официальном сайте. В конце года официально вышел этот альбом, озаглавленный «У прошлого нет будущего», главной темой которого стал глобализм в России. В создании альбома вновь приняли участие музыканты, бывшие в составе Центра ранее — Игорь Лень и Валерий Виноградов (вместе с сыном Алексеем).

### 2010-е годы
В 2011 году продолжается переиздание старых альбомов группы. 14 июня были выпущены альбомы «Жизнь замечательных мужчин» (записанный в июле 1986 года) и «Очищение» (записанный в ноябре 1988 года). 28 ноября 2011 выпущен альбом «Мне хорошо. Часть первая». По словам Василия Шумова, группа решила сделать альбом в двух частях. Первая часть вышла перед выборами в Государственную думу. Выпуск второй части был запланирован к выборам президента, но альбом «Мне хорошо. Часть вторая» вышел в конце 2012 года.
В мае 2013 года группа выступила в Москве, а после выступления на фестивале «PAX Festival» в Хельсинки состав покинули Валерий и Алексей Виноградовы. После этого «Центр», впервые ставший трио, провёл ещё несколько репетиций и выступлений, после чего деятельность группы была свернута, а Василий Шумов занялся подготовкой новой сольной программы.
В июне 2015 года Василий Шумов а Евгений Ильницкий сообщили о начале работы над новым альбомом группы. Альбом вышел в октябре 2015 года и получил название «Первый пещерный».
В 2017 году проведён своеобразный ребрэндинг группы: основной состав группы, сократившийся до дуэта (Шумов - Ильницкий), стал выступать, в том числе с приглашёнными музыкантами, в синих халатах.
В сентябре 2018 года на цифровых носителях выпущен альбом "Культ еды".
В сентябре 2019 года из интернет-синглов, выкладывавшихся с 2016 года, и новых композиций, скомпилирован и выпущен на цифровых носителях альбом "Цвет ветки". Также 2019 год отмечен серией концертов, приуроченных к 30-летию альбома "Сделано в Париже".

## Состав
- Василий Шумов — вокал, бас-гитара, гитара, синтезаторы, электроника, автор большинства песен (с 1980)
- Евгений Ильницкий — гитара (c 2010 года)

В период 2009—2013 гг. группа выступала тремя составами:
- «Центр» в полном составе
- Акустика (В.Шумов, Е. Ильницкий, В. Виноградов)
- Электроакустика (В.Шумов, А. Виноградов)

Единственным бессменным участником группы является её лидер и основатель Василий Шумов — вокал, тексты, музыка, инструменты, идеи, продюсирование. Кроме самого Шумова, более-менее постоянными участниками Центра были американский гитарист Фредди Рапилло по прозвищу «Фаст» и московский гитарист Валерий Виноградов.
Бывшие участники:
- Валерий Виноградов — гитара, вокал (1981—1986, 1995—1996, 2000, 2008—2013)
- Алексей Виноградов — клавишные (2008—2011, 2012—2013)
- Евгений Головин (тексты, музыка; умер 29 октября 2010 года)
- Александр Скляр (гитара, начало и середина 1980-х; впоследствии: Ва-Банкъ)
- Алексей Борисов (гитара, начало 1980-х; впоследствии: Ночной проспект, F.R.U.I.T.S., Волга, ASTMA, Fake Cats Project)
- Алексей Локтев (вокал, клавишные, начало 1980-х, середина 1990-х; умер 12 мая 2009 года)
- Андрей Шнитке (гитара, начало 1980-х; родился в 1965 г., проживал в Германии; умер 23 мая 2020). Отец Шнитке, Альфред.

- Карен Саркисов (ударные, начало 1980-х; впоследствии: Звуки Му, Бригада С; ныне проживает в США)
- Юрий Иванов (бас-гитара, середина 1980-х; ранее: Скоморохи Александра Градского[7])
- Александр Васильев (барабаны, вторая половина 1980-х; впоследствии: Джоанна Стингрей; проживал в США, умер 17 сентября 2019 года)
- Виталий Чурилов (гитара, середина 1980-х; ныне проживает в Австралии)
- Сергей Сабинин (гитара, конец 1980-х, середина 1990-х)
- Евгений Тихомиров (бас-гитара, конец 1980-х, середина 1990-х)
- Всеволод Матвеев (клавишные, конец 1980-х)
- Игорь Лень (клавишные, конец 1980-х; продюсер, 2008; также: Николай Коперник, Оберманекен; ныне проживает в США)
- Эдвард Беккет (ударные, 2009—2013)
- Иван Соколовский (клавишные, конец 1980-х; также: Ночной проспект, сольные альбомы; умер в 2005 году)
- «Фаст» Фредди Рапилло (гитара, 1990-е)
- Джо Джо Албано (ударные, середина 1990-х)
- Андрэ Лафосс (гитара, конец 1990-х)

В записи альбомов 2000-х годов принимали участие различные «центробораторы» — музыканты разных стран, записывавшиеся в своих студиях, и обменивавшиеся с Шумовым через Интернет семплами для альбомов Центра.

## Дискография
Дискография составлена на основе официального списка альбомов группы Центр, размещённого на сайте группы. Многие альбомы переиздавались, начиная с 2007 года, лейблом Артемия Троицкого «Zenith», с дистрибуцией через лейбл «Союз».
| Год                | Название альбома                                                                      | Примечания | Основной состав                                                                   |
| Основные альбомы   | Основные альбомы                                                                      | Основные альбомы | Основные альбомы                                                                  |
| ------------------ | ------------------------------------------------------------------------------------- | --- | --------------------------------------------------------------------------------- |
| 1982               | Трамвайное Депо                                                                       | Запись в клубе Трамвайного Депо, рядом с Птичьим Рынком в Москве. Переиздан на CD в 2007 году (лейблы СОЮЗ / Зенит).                                                     | Шумов, Виноградов, Саркисов, Локтев, Шнитке                                       |
| 1983               | Стюардесса летних линий                                                               | Альбом попал в книгу «100 магнитоальбомов советского рока» Александра Кушнира. Переиздан на CD в 2007 году (лейблы СОЮЗ / Зенит)                                         | Шумов, Виноградов, Саркисов, Локтев, Шнитке, Кузьмин                              |
| 1983               | Однокомнатная квартира                                                                | Переиздан на CD в 2008 году в составе сборника «Ранняя электроника» (лейблы СОЮЗ / Зенит)                                                                                | Шумов, Локтев, Рацкевич                                                           |
| 1984               | Чтение в транспорте                                                                   | Альбом попал в книгу «100 магнитоальбомов советского рока» Александра Кушнира. Переиздан на CD в 2008 году в составе сборника «Ранняя электроника» (лейблы СОЮЗ / Зенит) | Шумов, Локтев, Царёв                                                              |
| 1984               | Тяга к технике                                                                        | Переиздан на CD в 2008 году (лейблы СОЮЗ / Зенит) | Шумов, Локтев, Виноградов, Шнитке, Саркисов, Юрий Иванов.                         |
| 1984               | Цветок и мотылёк                                                                      | Переиздан на CD в 2008 году (лейблы СОЮЗ / Зенит) | Шумов, Иванов, Локтев, Виноградов, Диденко                                        |
| 1985               | Учитесь плавать                                                                       | Переиздан на CD в 2008 году (лейблы СОЮЗ / Зенит) | Шумов, Васильев, Виноградов, Чурилов, Иванов                                      |
| 1985               | Признаки жизни                                                                        | Переиздан на CD в 2009 году (лейблы СОЮЗ / Зенит). | Шумов, Головин, Скляр, Виноградов, Чурилов, Васильев.                             |
| 1985               | Любимые песни                                                                         | | Шумов, Чурилов, Васильев                                                          |
| 1986               | Жизнь замечательных мужчин                                                            | Переиздан на CD в 2011 году (лейблы СОЮЗ / Зенит). | Шумов, Сабинин, Васильев.                                                         |
| 1987               | Русские в своей компании                                                              | Переиздан на CD в 2009 году (лейблы СОЮЗ / Зенит) | Шумов, Чурилов                                                                    |
| 1988               | Дитятя                                                                                | Переиздан на CD в 2009 году (лейблы СОЮЗ / Зенит) | Шумов, Сабинин, Тихомиров, Васильев, Матвеев                                      |
| 1988               | Очищение                                                                              | Переиздан на CD в 2011 году (лейблы СОЮЗ / Зенит) | Шумов, Лень                                                                       |
| 1989               | Сделано в Париже                                                                      | Тираж: 265 130 экз. Переиздан на CD в 2009 (лейблы СОЮЗ / Зенит) | Шумов, Сабинин, Тихомиров, Матвеев, Васильев.                                     |
| 1989               | От звонка до звонка                                                                   | Переиздан на CD в 2010 году (лейблы СОЮЗ / Зенит) |                                                                                   |
| 1989               | Вспышки аудио арта                                                                    | |                                                                                   |
| 1995               | Брюлик                                                                                | Переиздан на CD в 2013 году (лейблы СОЮЗ / Зенит) | Шумов, Виноградов, Тихомиров, Сабинин, Албано, Фаст Фредди, Локтев (препродукция) |
| 1997               | Смутное пятно неизвестно чего                                                         | Издан на CD в 1997 году (лейбл Moroz Records) | Шумов, Виноградов, Головин, Фаст Фредди, Лафосс, Албано                           |
| 1998               | Крапивное пламя                                                                       | Переиздан на CD в 2011 году (лейблы СОЮЗ / Зенит) | Шумов, Головин, Лафосс, Албано                                                    |
| 2000               | Пластикозаменитель                                                                    | Переиздан на CD в 2009 году (лейблы СОЮЗ / Зенит) | Шумов, центробораторы                                                             |
| 2001               | Курс$ (Курс Доллара)                                                                  | Переиздан на CD в 2008 году (лейблы СОЮЗ / Зенит) | Шумов, центробораторы                                                             |
| 2002               | ТНТН (Твёрдое Нет Твёрдого Нет)                                                       | Переиздан на CD в 2008 году (лейблы СОЮЗ / Зенит) | Шумов, центробораторы                                                             |
| 2003               | Молодой на молодой                                                                    | Переиздан на CD в 2007 году (лейблы СОЮЗ / Зенит) | Шумов, центробораторы                                                             |
| 2004               | Регион 5                                                                              | Переиздан на CD в 2007 году (лейблы СОЮЗ / Зенит) | Шумов, центробораторы                                                             |
| 2008               | У прошлого нет будущего                                                               | Издан на CD в 2009 году (лейблы СОЮЗ / Зенит) | Шумов, Валерий Виноградов, Алексей Виноградов                                     |
| 2011               | Мне хорошо. Часть первая                                                              | Издан на CD в 2011 году (лейблы СОЮЗ / Зенит) | Шумов, Виноградов, Ильницкий, Беккет                                              |
| 2012               | Мне хорошо. Часть вторая                                                              | Издан на CD в 2012 году (лейблы СОЮЗ / Зенит) | Шумов, Виноградов, Ильницкий, Беккет                                              |
| 2015               | Первый пещерный                                                                       | Издан на CD в 2015 году (лейблы СОЮЗ / Зенит) | Шумов, Ильницкий, Беккет                                                          |
| 2018               | Культ еды                                                                             | Издан на CD в 2018 году (лейбл СОЮЗ Мьюзик) | Шумов, Ильницкий                                                                  |
| 2019               | Цвет ветки                                                                            | | Шумов, Ильницкий                                                                  |
| 2020               | Абсолютное почтение человека                                                          | Издан на CD в 2020 году (лейбл СОЮЗ Мьюзик) | Шумов, Ильницкий, центробораторы                                                  |
| Концертные альбомы |                                                                                       | |                                                                                   |
| 1982               | Центр в Физтехе                                                                       | Концерт на фестивале самодеятельных групп в Долгопрудном. Цифровое переиздание в 2014 году (лейблы СОЮЗ / Зенит)                                                         | Шумов, Виноградов, Саркисов, Локтев, Шнитке                                       |
| 1983               | Центр в Севере. Концерт в Выборге                                                     | Концерт в ресторане «Север» города Выборга в августе 1983 года. Переиздан на CD в 2010 году (лейблы СОЮЗ / Зенит)                                                        | Шумов, Виноградов, Саркисов, Локтев, Шнитке                                       |
| 1988               | Концерт в Смоленске                                                                   | Концерт в Смоленске 5 июня 1988 года. Переиздан на CD в 2010 году (лейблы СОЮЗ / Зенит)                                                                                  | Шумов, Сабинин, Тихомиров, Васильев, Матвеев                                      |
| Прочие альбомы     |                                                                                       | |                                                                                   |
| 1986               | Артюр Рембо                                                                           | Музыкальный спектакль «Артюр Рембо» на стихи Артюра Рембо в переводе Евгения Головина                                                                                    |                                                                                   |
| 1995               | Центромания. Стадия Озарения                                                          | Переписанная заново версия альбома «Артюр Рембо» | Шумов, Головин, Фаст Фредди                                                       |
| 1996               | Центромания. Стадия первая                                                            | Сборник ремейков песен Центра начала 1980-х годов |                                                                                   |
| 1999               | Легенды русского рока                                                                 | Сборник из серии «Легенды Русского Рока», Moroz Records |                                                                                   |
| 1998               | Центромания. Стадия «Радио Совдеп»                                                    | Ремиксы на песни Центра конца 1980-х годов | Шумов, Лафосс                                                                     |
| 2006               | Электронное ВидеоШоу                                                                  | Электронная концертная программа |                                                                                   |
| 2015               | Легенды Москвы                                                                        | Сборник 20 лучших песен |                                                                                   |
| Синглы             |                                                                                       | |                                                                                   |
| 1986               | Миньон на Мелодии: 2 песни («Бездельники»/«Сердцебиение»)                             | |                                                                                   |
| 2005               | Религия - это бомба замедленного действия                                             | |                                                                                   |
| 2006               | Клавиши и кнопки                                                                      | |                                                                                   |
| 2016               | Доллар побил абсолютный исторический максимум (сингл на альбом Курс доллара 2001 года | |                                                                                   |

### Сольные альбомы Василия Шумова
См. Шумов, Василий Герардович#Дискография.

## Фильмография
- 1984 — «Время отдыха с субботы до понедельника» (фильм, реж. Таланкин, музыка группы Центр, участие группы в съёмках)
- 1984 — «Королевский бутерброд» (мультфильм, реж. Андрей Хржановский, музыка группы Центр)
- 1987—1989 — Игра в детектив (телеспектакль, реж. Виктор Крюков и Леонид Ривер, музыка группы Центр)
- 2007 — «Одна любовь на миллион» (в фильме звучит музыка Центра)

## Телевидение
- Клипы на некоторые песни группы «Центр» были показаны в телепередаче «Весёлые ребята» — «Я всё умею» (1983 г.), «Эх, Андрюша» и «На тебе сошёлся клином белый свет» (обе — 1987 г.).